# Sociedad Deportiva Cultural Galicia de Mugardos
La Sociedad Deportiva Cultural Galicia de Mugardos es un equipo de fútbol español del municipio de Mugardos, en la provincia de La Coruña (Galicia). Fue fundado en 1953 en la parroquia de Meá y juega en la temporada 2022-23 en el grupo Norte de la Preferente Galicia.

## Historia
El fútbol llegó a Mugardos a través de los trabajadores de la construcción naval en Bazán, que tenían contacto con capataces ingleses, pero hasta la década de 1920 no se empezaron a organizar equipos. Antes de la formación de la Sociedad Deportiva Cultural Galicia se crearon otros conjuntos, la mayoría efímeros, como Sporting Pedreira (1924), Príncipe dos Casás, Victoria de Mugardos, Comercial (1929), Ocaso (1929-1933), Estudiantil (1933), Fortuna (1933) o Galicia Sociedad Deportiva (1934). Durante la guerra civil española, estos equipos desaparecen y se vuelven a formar otros en la postguerra, como son  Victoria de Mugardos (hacia 1940), Galicia da Pedreira (hacia 1940) y Unión Mugardesa (1942-1945), producto de la fusión de los dos anteriores.
En 1952 se decide crear un nuevo equipo que, para recoger la tradición de los conjuntos anteriores, nombra presidente de honor a Aurelio Maceiras (fundador del Estudiantil), se denomina Galicia (como algunos de sus antecesores) y mantiene los mismos colores que el Galicia da Pedreira, verde y blanco. Su primer presidente fue José Martínez Rojo "O Cheo" y se inscribió en el Gobierno Civil el 30 de mayo de 1953. Su primer partido oficial se disputó el 13 de diciembre de 1953 contra el Espartero ferrolano.

## Estadio
El equipo juega sus partidos como local en el Campo da Pedreira, inaugurado el 12 de agosto de 1972 con un partido entre el Deportivo de La Coruña y el Racing de Ferrol. Está situado en el lugar de A Pedreira, en la parroquia de Meá, junto a la carretera que comunica Mugardos con Ferrol. Su capacidad es de cerca de 1.000 espectadores en tribuna y unos 1.000 a pie de campo.

## Datos del club
- Temporadas en Primera División: 0.
- Temporadas en Segunda División: 0.
- Temporadas en Segunda División B: 0.
- Temporadas en Tercera División: 1.

### Historial por temporadas
| Temporada | Nivel       | Categoría   | Puesto      |
| --------- | ----------- | ----------- | ----------- |
| 2009/10   | 5           | Preferente  | 9.º         |
| 2010/11   | 5           | Preferente  | 13.º        |
| 2011/12   | 5           | Preferente  | 16.º        |
| 2012/13   | 5           | Preferente  | 10.º        |
| 2013/14   | 5           | Preferente  | 10.º        |
| 2014/15   | 5           | Preferente  | 2.º         |
| 2015/16   | 4           | 3.ª         | 17.º        |
| 2016/17   | 5           | Preferente  | 14.º        |
| 2017/18   | 6           | 1.ª Galicia | 5.º         |
| 2018/19   | 6           | 1.ª Galicia | 1.º         |
| 2019/20   | 5           | Preferente  | 5.º         |
| 2020/21   | no compitió | no compitió | no compitió |
| 2021/22   | 6           | Preferente  | 5.º / 10.º  |
| 2022/23   | 6           | Preferente  |             |

## Palmarés
- Copa Galicia (1): 1983-84